# Бильбао Риоха, Бернардино
Бернардино Бильба́о Рио́ха (исп. Bernardino Bilbao Rioja; 1895, Арампампа, Потоси — 13 мая 1983, Ла-Пас) — боливийский политический и военный деятель, генерал.

## Биография
Б. Бильбао Риоха отказался возглавить военный мятеж 1930 года, направленный против президента Боливии Эрнандо Силеса Рейеса, и это создало ему много недоброжелателей в политических кругах страны, не позволявших Бильбао Риохе занимать высшие посты в армии. Участник войны с Парагваем за Гран-Чако 1932—1935 года (Чакская война), в которой впервые в истории Южной Америки применил массовое использование ВВС. Одной из причин свержения президента Боливии Даниэля Саламанки Урея в 1934 году военными было желание сменить неэффективное в условиях войны военное руководство на генерала Ланза и Бильбао Риоху.
После окончания Чакской войны, добившийся значительной популярности среди населения Б. Бильбао Риоха выходит в отставку и становится политиком. В 1940 году на выборах он выступает против генерала Энрике Пеньяранды, затем был арестован и вынужден бежать в из Боливии в Чили. После возвращения Бильбао Риоха баллотируется в 1951 году на пост президента страны от правой партии Боливийская социалистическая фаланга, однако, набрав 11 % голосов, занимает лишь третье место среди кандидатов. На выборах президента Боливии 1966 года Бильбао Риоха вновь выставляет свою кандидатуру, однако с 13 % проголосовавших за него боливийцев становится вторым после победившего Рене Баррьентоса.